# Nigrogranaceae
Nigrogranaceae is een familie van de  Ascomyceten. De familie bestaat alleen uit het geslacht Nigrograna.